# Stefan Frei
Stefan Frei (Altstätten, 20 aprile 1986) è un calciatore svizzero naturalizzato statunitense, portiere dei Seattle Sounders FC.

## Biografia
È cugino di Alexander Frei.

## Carriera

### Club
Nel 2009 esordisce in Mls con Toronto FC e in cinque stagioni vince quattro volte il Canadian Championship. Nel 2014 passa ai Seattle Sounders dove al primo anno vince subito il Supporters' Shield e la U.S. Open Cup; il 10 dicembre 2016 vince il suo primo titolo di MLS ed è eletto come MVP della finale grazie ad un intervento prodigioso su Jozy Altidore.

## Statistiche

### Presenze e reti nei club
Statistiche aggiornate al 6 luglio 2025.
| Stagione                | Squadra                 | Campionato              | Campionato | Campionato | Coppe nazionali | Coppe nazionali | Coppe nazionali | Coppe continentali | Coppe continentali | Coppe continentali | Altre coppe | Altre coppe | Altre coppe | Totale | Totale |
| Stagione                | Squadra                 | Comp                    | Pres       | Reti       | Comp            | Pres            | Reti            | Comp               | Pres               | Reti               | Comp        | Pres        | Reti        | Pres   | Reti   |
| ----------------------- | ----------------------- | ----------------------- | ---------- | ---------- | --------------- | --------------- | --------------- | ------------------ | ------------------ | ------------------ | ----------- | ----------- | ----------- | ------ | ------ |
| 2009                    | Toronto FC              | MLS                     | 26         | -38        | CC              | 3               | -1              | -                  | -                  | -                  | -           | -           | -           | 29     | -39    |
| 2010                    | Toronto FC              | MLS                     | 28         | -37        | CC              | 2               | -2              | CCC                | 2                  | -1                 | -           | -           | -           | 32     | -40    |
| 2011                    | Toronto FC              | MLS                     | 27         | -49        | CC              | 4               | -2              | CCC                | 3                  | -6                 | -           | -           | -           | 34     | -57    |
| 2012                    | Toronto FC              | MLS                     | 0          | 0          | CC              | 0               | 0               | CCC                | 1                  | -2                 | -           | -           | -           | 1      | -2     |
| 2013                    | Toronto FC              | MLS                     | 1          | -1         | CC              | 2               | -6              | CCC                | 1                  | -2                 | -           | -           | -           | 4      | -9     |
| Totale Toronto FC       | Totale Toronto FC       | Totale Toronto FC       | 82         | -125       |                 | 11              | -11             |                    | 7                  | -11                |             | -           | -           | 100    | -147   |
| 2014                    | Seattle Sounders        | MLS                     | 34+4       | -50 + -3   | USOC            | 3               | -2              | -                  | -                  | -                  | -           | -           | -           | 41     | -55    |
| 2015                    | Seattle Sounders        | MLS                     | 31+3       | -33 + -5   | USOC            | 0               | 0               | -                  | -                  | -                  | -           | -           | -           | 34     | -38    |
| 2016                    | Seattle Sounders        | MLS                     | 33+6       | -41 + -3   | USOC            | 0               | 0               | CCC                | 3                  | -5                 | -           | -           | -           | 42     | -49    |
| 2017                    | Seattle Sounders        | MLS                     | 33+4       | -36 + -2   | USOC            | 0               | 0               | -                  | -                  | -                  | -           | -           | -           | 37     | -38    |
| 2018                    | Seattle Sounders        | MLS                     | 33+2       | -34 + -4   | USOC            | 0               | 0               | CCC                | 4                  | -5                 | -           | -           | -           | 39     | -43    |
| 2019                    | Seattle Sounders        | MLS                     | 34+4       | -49 + -5   | USOC            | 0               | 0               | -                  | -                  | -                  | -           | -           | -           | 38     | -54    |
| 2020                    | Seattle Sounders        | MLS                     | 19+4       | -21 + -6   | USOC            | 0               | 0               | CCC                | 2                  | -4                 | MiB         | 4           | -6          | 29     | -37    |
| 2021                    | Seattle Sounders        | MLS                     | 17+1       | -16+0      | USOC            | 0               | 0               | LC                 | 2                  | -3                 | -           | -           | -           | 20     | -19    |
| 2022                    | Seattle Sounders        | MLS                     | 27         | -38        | USOC            | 0               | 0               | CCC                | 8                  | -5                 | -           | -           | -           | 35     | -43    |
| 2023                    | Seattle Sounders        | MLS                     | 32+4       | -28 + -4   | USOC            | 0               | 0               | LC                 | 1                  | -3                 | Cmc         | 1           | -1          | 38     | -35    |
| 2024                    | Seattle Sounders        | MLS                     | 29+4       | -27 + -3   | USOC            | 0               | 0               | LC                 | 1                  | -3                 | -           | -           | -           | 34     | -33    |
| 2025                    | Seattle Sounders        | MLS                     | 18         | -20        | USOC            | 0               | 0               | CCC                | 3                  | -5                 | Cmc         | 3           | -7          | 24     | -32    |
| Totale Seattle Sounders | Totale Seattle Sounders | Totale Seattle Sounders | 340+36     | -393 + -35 |                 | 3               | -2              |                    | 24                 | -33                |             | 8           | -14         | 411    | -477   |
| Totale carriera         | Totale carriera         | Totale carriera         | 458        | -553       |                 | 14              | -13             |                    | 31                 | -44                |             | 8           | -14         | 511    | -624   |

## Palmarès

### Club

#### Competizioni nazionali
- Canadian Championship: 4

Toronto: 2009, 2010, 2011, 2012
- U.S. Open Cup: 1

Seattle Sounders: 2014
- MLS Supporters' Shield: 1

Seattle Sounders: 2014
- Campionato MLS: 2

Seattle Sounders: 2016, 2019

#### Competizioni internazionali
- CONCACAF Champions League: 1

Seattle Sounders: 2022

### Individuale
- MLS Cup MVP: 1

2016
- MLS All-Star: 1

2017
- MLS Save of the Year Award: 1

2018
- Miglior giocatore della CONCACAF Champions League: 1

2022
- Miglior portiere della CONCACAF Champions League: 1

2022
- Squadra della stagione della CONCACAF Champions League: 1

2022